# Mangle

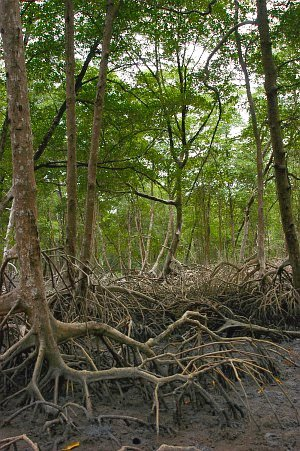
Rhizophora-mangle amb les arrels aèrees al nord del Brasil

Mangle és la denominació que rep qualsevol de les espècies d'arbres i arbusts que formen els manglars, adaptades a viure en aigües salades o molt salabroses.

## Etimologia
El mot català prové del castellà mangle i aquest probablement provindria de les llengües carib o de l'arauac.

## Descripció
Pertanyen a diverses espècies d'angiospermes halòfiles (capaces de créixer amb elevada salinitat en el terreny). Suporten la inundació periòdica de la seva base dins l'aigua salada, viuen en colònies i formen veritables boscos amfibis.
Els mangles són arbres tolerants a la sal, també anomenats halòfits i s'adapten a la vida en dures condicions costaneres. Contenen un complex sistema de filtració de sal i un complex sistema radicular per fer front a la immersió en aigua salada i a l'acció d'ones. S'adapten a les condicions de baixes concentracions d'oxigen del fang saturat d'aigua.
La major part dels mangles ha desenvolupat sistemes d'arrels aèries. A més generalment presenten viviparisme, les plantes cauen a terra ja germinades des de la planta mare.

## Taxonomia i evolució
El següent llistat (modificat a partir de Tomlinson, 1986) indica el nombre d'espècies de manglars en cada gènere i família de plantes enumerades. Els ambients de mangle a l'hemisferi oriental porten sis vegades més espècies d'arbres i arbustos que els manglars del Nou Món. La divergència genètica dels llinatges dels manglars dels parents terrestres, en combinació amb evidències fòssils, suggereix que la diversitat de manglars està limitada per la transició evolutiva al medi marí estressant i el nombre de llinatges de mangles ha augmentat constantment durant el Terciari amb poca extinció global.

### Components majors
| Família                                                                  | Gèneres, nombre d'espècies                           | Nom comú                 |
| ------------------------------------------------------------------------ | ---------------------------------------------------- | ------------------------ |
| Acanthaceae, Avicenniaceae o Verbenaceae (ubicació en família discutida) | Avicennia, 9                                         | Mangle negre             |
| Combretaceae                                                             | Conocarpus, 1; Laguncularia, 1; Lumnitzera, 3        | Buttonwood, mangle blanc |
| Arecaceae                                                                | Nypa, 1                                              | Palmera de manglar       |
| Rhizophoraceae                                                           | Bruguiera, 7; Ceriops, 5; Kandelia, 2; Rhizophora, 8 | Mangle Roig              |
| Lythraceae                                                               | Sonneratia, 5                                        | Mangle-pomer             |

### Components menors
| Família        | Gèneres, nombre d'espècies    |
| -------------- | ----------------------------- |
| Acanthaceae    | Acanthus, 2; Bravaisia, 2     |
| Arecaceae      | Phoenix, 1                    |
| Cyperaceae     | Fimbristylis, 1               |
| Euphorbiaceae  | Excoecaria, 2                 |
| Lecythidaceae  | Barringtonia, 6               |
| Lythraceae     | Pemphis, 2                    |
| Malvaceae      | Camptostemon, 2, Heritiera, 3 |
| Meliaceae      | Xylocarpus, 2                 |
| Myrtaceae      | Osbornia, 1                   |
| Pellicieraceae | Pelliciera, 1                 |
| Plumbaginaceae | Aegialitis, 2                 |
| Primulaceae    | Aegiceras, 2                  |
| Pteridaceae    | Acrostichum, 3                |
| Rubiaceae      | Scyphiphora, 1                |

## Llista d'algunes espècies
- Pterocarpus officinalis Jacq. (família Fabaceae)
- Tovomita plumieri Griseb. (Clusiaceae)
- Avicennia schaueriana Stapf & Leechman ex Moldenke (Avicenniaceae)
- Avicennia germinans (L.) L. (Avicenniaceae)
- Conocarpus erectus (Combretaceae)
- Amanoa caribaea Kr. & Urb. (Phyllanthaceae)
- Symphonia globulifera L. f. (Clusiaceae)
- Clusia mangle Rich. ex Planch. & Triana (Clusiaceae)
- Rhizophora mangle L. (Rhizophoraceae)
- Avicennia vitida (Avicenniaceae)
- Avicennia germinans (Avicenniaceae)
- Rhizophora mucronata Lam. (Rhizophoraceae)
- Laguncularia racemosa (família Combretaceae)

## Ecoregions de manglar
| Ecozona      | Ecoregió                                                  | País-estat |
| ------------ | --------------------------------------------------------- | --- |
| Afrotròpica  | Manglar d'Àfrica Central                                  | Angola, Camerun, República Democràtica del Congo, Guinea Equatorial, Gabon, Ghana, República Federal de Nigèria, Kenya, Moçambic, Somàlia, Tanzània |
| Afrotròpica  | Manglars de Guinea                                        | Costa d'Ivori, Gàmbia, Ghana, Guinea, Guinea-Bissau, Libèria, Senegal, Sierra Leone                                                                 |
| Afrotròpica  | Manglars de Madagascar                                    | Madagascar |
| Afrotròpica  | Manglar d'Àfrica austral                                  | Moçambic |
| Afrotròpica  | Manglar d'Àfrica austral                                  | Sud-àfrica |
| Australàsica | Manglars de Nova Guinea                                   | Indonèsia, Papua Nova Guinea |
| Indomalaia   | Manglars de Godavari-Krishna                              | Índia |
| Indomalaia   | Manglars d'Indoxina                                       | Cambodia, Tailàndia, Vietnam |
| Indomalaia   | Manglars del Delta de l'Indus i de la Mar d'Aràbia        | Índia, Pakistan |
| Indomalaia   | Manglars costaners de Birmània                            | Malàisia, Birmània, Tailàndia |
| Indomalaia   | Manglars de la plataforma de Sunda                        | Indonèsia, Malàisia |
| Indomalaia   | Manglars de Sundarbans                                    | Bangladesh, Índia |
| Neàrtica     | Manglars costaners del nord-oest de Mèxic                 | Mèxic |
| Neotròpica   | Manglars d'Alvarado                                       | Mèxic |
| Neotròpica   | Manglars d'Amapa                                          | Brasil |
| Neotròpica   | Manglars de Bahamia                                       | Bahames, Illes Turks i Caicos |
| Neotròpica   | Manglars de Bahia                                         | Brasil |
| Neotròpica   | Manglars de la costa de Belize                            | Belize, Guatemala |
| Neotròpica   | Manglars de la costa dels Atolls de Belize                | Belize |
| Neotròpica   | Manglars de Bocas del Toro-Illes San Bastimentos-San Blas | Costa Rica, Panamà |
| Neotròpica   | Manglars costaners de Veneçuela                           | Aruba, Veneçuela |
| Neotròpica   | Manglars d'Esmeraldes-Pacífic colombià                    | Colòmbia, Equador |
| Neotròpica   | Manglars de les Grans Antilles                            | Cuba, República Dominicana, Haití, Jamaica, Puerto Rico                                                                                             |
| Neotròpica   | Manglars Guineans                                         | Guaiana Francesa, Guyana, Suriname, Veneçuela |
| Neotròpica   | Manglars del Golf de Fonseca                              | El Salvador, Honduras, Nicaragua |
| Neotròpica   | Manglars del Golf de Guayaquil-Tumbes                     | Equador, Perú |
| Neotròpica   | Manglars del Golf de Panamà                               | Panamà |
| Neotròpica   | Manglars d'Ilha Grande                                    | Brasil |
| Neotròpica   | Manglars de les Petites Antilles                          | Antigua i Barbuda, Guadeloupe, Martinica, Nicaragua, Saint Lucia                                                                                    |
| Neotròpica   | Manglars de Magdalena-Santa Marta                         | Colòmbia |
| Neotròpica   | Manglars de Manabí                                        | Equador |
| Neotròpica   | Manglars de Maranhao                                      | Brasil |
| Neotròpica   | Manglars de Marismas Nacionales-San Blas                  | Mèxic |
| Neotròpica   | Manglars del Corredor Maia                                | Mèxic |
| Neotròpica   | Manglars de la costa pacífica sud de Mèxic                | Mèxic |
| Neotròpica   | Manglars de la costa pacífica humida                      | Costa Rica, Panamà |
| Neotròpica   | Manglars de Mosquitia-costa caribenya de Nicaragua        | Honduras, Nicaragua |
| Neotròpica   | Manglars de la costa pacífica seca septentrional          | El Salvador, Nicaragua |
| Neotròpica   | Manglars de la costa septentrional d'Hondures             | Guatemala, Honduras |
| Neotròpica   | Manglars de Parà                                          | Brasil |
| Neotròpica   | Manglars de Petenes                                       | Mèxic |
| Neotròpica   | Manglars de Piura                                         | Perú |
| Neotròpica   | Manglars de Rio Negro-Rio San Sun                         | Costa Rica, Nicaragua |
| Neotròpica   | Manglars de Riu Piranhas                                  | Brasil |
| Neotròpica   | Manglars del Riu São Francisco                            | Brasil |
| Neotròpica   | Manglars de Ría Lagartos                                  | Mèxic |
| Neotròpica   | Manglars de la costa pacífica eixuta austral              | Costa Rica, Nicaragua |
| Neotròpica   | Manglars de Tehuantepec-El Manchon                        | Mèxic |
| Neotròpica   | Manglars de Trinidad                                      | Trinidad i Tobago |
| Neotròpica   | Manglars de Usumacinta                                    | Mèxic |

## Usos
Quan aquest bosc crema carregat amb sal produeix dioxines i altres organoclorats. Se'n pot fer pasta de paper. L'explotació d'aquest recurs ha d'ésser cíclica per respectar el ritme de creixement natural i evitar el risc d'erosió.